# الجوبل (المخادر)

تعديل مصدري - تعديل

الجوبل هي إحدى قرى عزلة الصفي بمديرية المخادر التابعة لمحافظة إب، بلغ تعداد سكانها 201 نسمة حسب تعداد اليمن لعام 2004.